# Krzysztof Szydłowski
Krzysztof Szydłowski (ur. 10 marca 1968 w Staninie) – polski polityk, przedsiębiorca i samorządowiec, senator V kadencji.

## Życiorys
W 1991 ukończył studia na Wydziale Prawa i Administracji Uniwersytetu Marii Curie-Skłodowskiej w Lublinie, odbył także studia menedżerskie na Wydziale Zarządzania Uniwersytetu Warszawskiego oraz zdał egzamin państwowy dla kandydatów na członków rad nadzorczych spółek skarbu państwa. Pracował w przedsiębiorstwie Giełda Towarowa Lublin, następnie prowadził własne biuro maklerskie w Lublinie. W latach 1994–1997 był kierownikiem biura parlamentarnego w Lublinie, w latach 1997–1998 prezesem zarządu biura obsługi rynku polsko-ukraińskiego) w Lublinie.
W 1998 został wybrany na radnego sejmiku lubelskiego I kadencji, a następnie objął stanowisko wicemarszałka w zarządzie tego województwa. Przewodniczył radzie społecznej Centrum Onkologii Ziemi Lubelskiej oraz radzie nadzorczej Fundacji Akademii Rolniczej im. Wincentego Witosa w Lublinie. Został członkiem lubelskich władz Polskiego Towarzystwa Walki z Kalectwem.
Od 1990 należał do Socjaldemokracji RP, był członkiem rady naczelnej w latach 1992–1999, przewodniczył radzie krajowej Socjaldemokratycznej Frakcji Młodych SdRP w latach 1993–1996. W latach 1999–2004 należał do Sojuszu Lewicy Demokratycznej, wchodził w skład lokalnych władz partyjnych. W marcu 2004 znalazł się w gronie założycieli Socjaldemokracji Polskiej, pełnił przez pewien okres funkcję szefa wojewódzkich struktur tej partii. W listopadzie 2013 przeszedł do Twojego Ruchu.
W latach 2001–2005 był senatorem z okręgu lubelskiego. W Senacie pełnił funkcję sekretarza izby, pracował w Komisji Emigracji i Polaków za Granicą oraz Komisji Skarbu Państwa i Infrastruktury. Po przejściu do Klubu Senatorskiego Socjaldemokracji Polskiej został jego sekretarzem. W 2005 nie uzyskał ponownie mandatu.
Został niesłusznie oskarżony i skazany w pierwszej instancji za usiłowanie przekupstwa strażników miejskich. Na skutek apelacji wyrok ten został uchylony przez Sąd Okręgowy w Lublinie. Po ponownym rozpoznaniu sprawy Krzysztof Szydłowski został prawomocnie uniewinniony od popełnienia zarzucanego mu czynu.

## Odznaczenia
W 2001 został odznaczony Złotym Krzyżem Zasługi.